# Argaï, la prophétie
 (mars 2016).
Argaï, la prophétie est une série télévisée d'animation française en 26 épisodes de 26 minutes, sous forme de feuilleton, créée par Sébastien Dorsey et Jean-César Suchorski, diffusée à partir du 2 septembre 2000 sur TF1 dans l'émission TF! Jeunesse. Au Québec, la série a été diffusée sous le titre Argaï à partir du 9 mars 2001 sur VRAK.TV.
Sur TF1 la série a réalisé une moyenne de 58 % de PDA et atteint 72,9 % le 28 octobre 2000, la classant 9e audience de l'année sur la cible 4/10 ans, toutes chaînes et tous programmes confondus. Elle a également été diffusée en France sur Disney Channel et Canal+. La musique originale est de Didier Julia.
La série est commercialisée dans le monde entier par la société française Carrere Group D.A.
La série est actuellement disponible sur Amazon Prime Video ou Youtube.

## Synopsis
Une sorcière appelée « la Reine noire » envoûte des jeunes filles, leur volant jeunesse et beauté afin de devenir immortelle. Elle a notamment en 1250 envoûté Angèle, la promise du prince Argaï. Ce dernier, aidé par un livre de prophéties, quitte son époque pour rejoindre le futur et sauver sa bien-aimée. Débarqué à New York en 2075, il fait la connaissance d'Oscar Lampoule, Barnabé et Miss Moon. Ces derniers l'aideront à fabriquer l'antidote capable de réveiller Angèle.

## Distribution
- Jean Topart : le moine narrateur
- Bruno Choël : Argaï
- Laura Préjean : Angèle
- Marie-Christine Adam : Orial, la Reine noire
- Christian Alers : Oscar Lampoule
- Henri Labussière : Huxley Barnes
- Patricia Legrand : Miss Moon
- Patrick Préjean : Barnabé
- Benoît Allemane : Pacha
- Jean Barney : le roi Khar (père d'Argaï)
- Christophe Peyroux : Guekko
- Michel Vigné : le narrateur, Lucifer
- Donald Reignoux : Captain

## Production

### Univers
Les personnages sont tous, sans exception, des animaux et créatures anthropomorphiques.
L'intrigue se déroule en parallèle sur deux époques : d'une part dans le royaume de Tirloch, lieu fictif situé en France en 1250, et d'autre part dans une version futuriste de New York sous une dictature autoritaire en 2075.

### Inspiration
Il est possible que le New York futuriste qu'on voit dans Argaï soit inspiré de celui du Cinquième Élément ; les grands buildings et voitures volantes sont très similaires ; les tons de couleur sont majoritairement pourpres et noirs, et de nombreux plans montrent les tours jumelles.
Un autre clin d'œil au film se trouve dans le premier épisode, où Barnabé cache Argaï dans un congélateur lors d'un contrôle de milice, dans des circonstances similaires où Korben cache les militaires à la suite de la visite de Leeloo.
On notera également que le Prince Argaï évoque Richard Cœur de Lion, animal qui a d'ailleurs été choisi pour le représenter.

## Épisodes
1. Le Prince Argaï
2. L'Homme masqué
3. New York, 2075
4. F-107
5. Le Grand Voyage
6. Notre-Dame de Paris
7. La Mandragore
8. L'Amulette du pharaon
9. La Route des croisades
10. Alyasha
11. Venise engloutie
12. L'Évasion de frère Tich
13. La Forêt enchantée
14. Au pays des Celtes
15. Fleur de lotus
16. Le Désert d'Awikango
17. Le Monastère de Tirloch
18. Le Tournoi des chevaliers
19. La Grande Évasion
20. L'Orchidée sauvage
21. La Perle sacrée
22. L'Encensoir
23. La Fée Mélusine
24. La Dame blanche
25. Angèle
26. Le Dernier Combat